# Provincia di Santiago (Repubblica Dominicana)

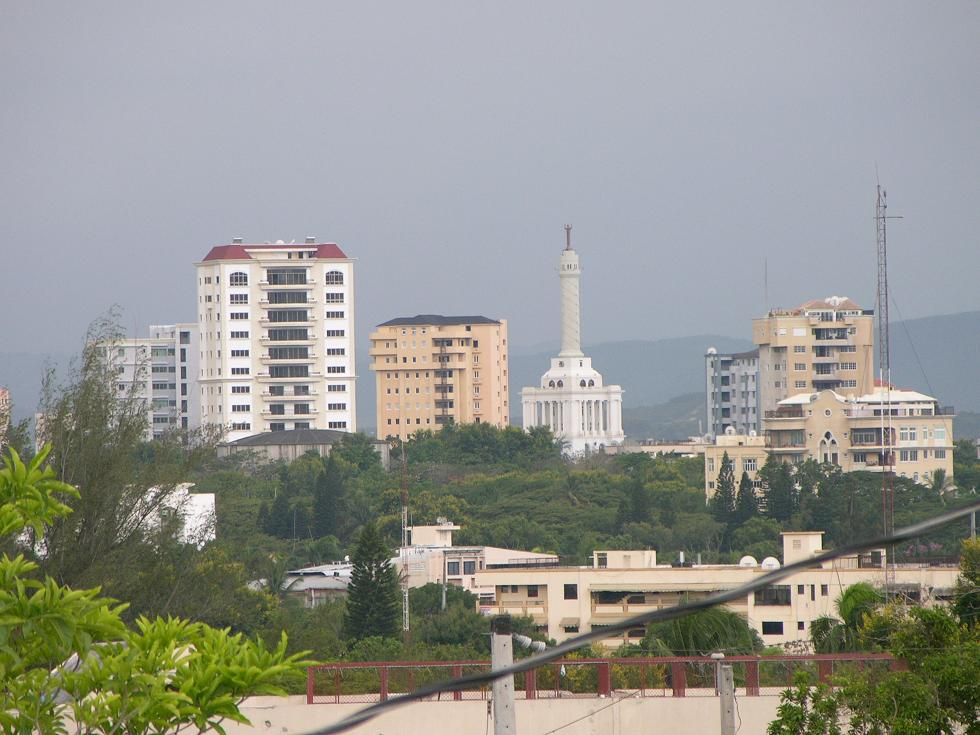
La città di Santiago de los Caballeros.

Santiago è una delle 32 province della Repubblica Dominicana. Il suo capoluogo è Santiago de los Caballeros.

## Geografia antropica

### Suddivisioni amministrative
La provincia si suddivide in 9 comuni e 16 distretti municipali (distrito municipal - D.M.):
- Jánico
- Licey al Medio
- Puñal
- Sabana Iglesia
- Santiago de los Caballeros
- San José de las Matas
- Tamboril
- Villa Bisonó
- Villa González